# Estádio José Valeriano Costa
Estádio José Valeriano Costa – stadion piłkarski, w Barra do Garças, Mato Grosso, Brazylia, na którym swoje mecze rozgrywa klub Barra do Garças Futebol Clube.